# Esternberg
Esternberg je obec v rakouské spolkové zemi Horní Rakousy, v okrese Schärding. Území obce přes řeku Dunaj sousedí s Německem.
K 1. lednu 2014 zde žilo 2 870 obyvatel.